# 패딩턴 2
《패딩턴 2》(영어: Paddington 2)는 2017년 공개된 영국의 코미디 영화이다. 폴 킹이 감독과 각본을 맡았으며 사이먼 파너비가 공동 집필을 하였다. 마이클 본드의 캐릭터 패딩턴 베어를 원작으로 하며, 2014년 영화 《패딩턴》의 속편이다.

## 줄거리
패딩턴은 런던 생활 3년만에 현지에서 적응을 완료한 상태이다. 이발소 보조, 아쿠아리움 청소, 창문 닦기까지 섭렵하며 자칭 알바 마스터로 거듭난다.
루시 숙모의 100번째 생일 선물 비밀의 ‘팝업북’을 사기 위해 돈을 모으던 패딩턴은 변장의 대가 피닉스에 의해 비밀의 팝업북 도둑 누명을 쓰고 감옥에 갇히게 된다.
패딩턴은 새로운 감옥 친구들과 브라운 가족의 도움으로 탈출을 감행하여 진짜 범인 피닉스를 찾기 위한 추격을 시작한다.

## 출연
- 벤 위쇼 - 패딩턴 역 (목소리)
- 휴 그랜트 - 피닉스 뷰캐넌 역
- 샐리 호킨스 - 메리 브라운 역
- 휴 보너빌 - 헨리 브라운 역
- 새뮤얼 조슬린 - 조너선 브라운 역
- 매들린 해리스 - 주디 브라운 역
- 줄리 월터스 - 버드 부인 역
- 브렌던 글리슨 - 너클스 맥긴티 역
- 짐 브로드벤트 - 새뮤얼 그루버 역
- 피터 카팔디 - 커리 씨 역
- 이멜다 스톤턴 - 루시 역 (목소리)
- 마이클 갬본 - 패스트조 역 (목소리)
- 노아 테일러 - 피브스 역
- 아론 닐 - 스푼 역
- 샌지브 바스카르 - 재프리 닥터 역
- 벤 밀러 - 랭커스터 역
- 조애나 럼리 - 펄리시티 팬쇼 역
- 톰 콘티 - 제럴드 비글스웨이드 역
- 클레어 키란 - 경찰 역
- 엔조 스퀼리노 주니어 -주세페 역
- 리처드 아이오아디 - 수사관 역
- 에일린 앳킨스 - 코즐로바 부인 역
- 미라 시알 - 검사 역
- 사이먼 파너비 - 배리 역

## 한국어 더빙
- 엄상현 - 패딩턴 역 (목소리)
- 윤세웅 - 피닉스 역 (목소리)

## 같이 보기
- 역대 최고의 영화 목록